# Genaro Espósito
Genaro Ricardo Espósito (Buenos Aires, 17 de febrero de 1886 – París, 24 de enero de 1944), conocido como «El Tano Genaro», fue un bandoneonista, guitarrista, pianista, compositor y director de orquesta argentino dedicado al género del tango.

## Actividad profesional

### Actividad en Argentina
Nació en el barrio de San Telmo de Buenos Aires. Era hijo de inmigrantes italianos provenientes de los suburbios de Nápoles que tenían en el barrio un almacén y despacho de bebidas asociados con Antonio Solari, uno de los primeros que lo enseñaron, con quien Espósito aprendió a tocar de oído el bandoneón y al igual que Arturo Bernstein (El Alemán) llegó a tener un notable dominio de las dos manos. También de oído aprendió a tocar el piano y la guitarra y sus primeros conocimientos musicales académicos recién llegaron en 1920 cuando viajó a Europa. Por otra parte, Espósito fue maestro, a su vez, de los grandes bandoneonistas Anselmo Aieta y Ricardo Brignolo.
Trabajó de chico en el negocio de sus padres y después en una firma importadora de equipos y maquinarias cuya sede estaba en el barrio. En 1908 integró su primer conjunto, con el violinista Federico Lafemina y el guitarrista Torres, para actuar en reuniones del barrio. En 1910 debutó en el Café La Marina, ubicado en las calles Suárez y Necochea del barrio de La Boca, en un trío que completaban el violinista Agustín Bardi y el guitarrista José Camarano. Al año siguiente tocó en un café de San Telmo, con Enrique Muñecas en lugar de Bardi, después en La Buseca de Avellaneda y en 1912 retornó a actuar en La Marina con el violinista mercedino Alcides Palavecino y el pianista Harold Philip. El mismo año grabó para la discográfica RCA Victor con el conjunto Orquesta Típica Genaro Espósito, integrado  por bandoneón, clarinete, guitarra y violín; las placas que se completaban con una grabación de otro conjunto conyrnísn Ya vengo (junto al vals Las violetas que ejecutaba Ignacio Corsini), El crack Larrea (con Sueno magnífico, cómico, también por Corsin), Los Invisibles (completado con Soleares, aire español de y por Juan Ríos), Don Samuel con la mazurca El Figaro por Los Alpinos, Lluvia de estrellas, junto a Séptimo cielo de Rafael Alcorta por el autor en solo de acordeón.
Las otras placas contenían dos piezas del conjunto cada una: el tango Francia y el vals Los vagabundos, el tango El radical y el vals Mancheguita y el tango ¿Qué hacés, Tatoré?  y la mazurca La criolla.
Más adelante grabó para el sello Atlanta con José Camarano, Echeverri en flauta y Pedro Vicente Festa en violín; en la discográfica Columbia con Tito Rocatagliata en violín y Roberto Firpo en piano y en el sello ERA grabó con el flautista José Fuster, el guitarrista José Camarano y el violinista Julio Doutry.
Genaro Espósito actuó más adelante en el Palais de Glace,  Guillermo Saborido en guitarra, Vicente Pecci en flauta y Vicente Pepe en violín, y en cafés de la Boca, con el violinista Ernesto Zambonini y el pianista Juan Carlos Cobián.
Tras una gira exitosa en Córdoba Espósito invitó en 1916 a unirse a su conjunto a un pianista de tango que empezaba su carrera, Vicente Gorrese, que era conocido por el apodo de "Kalisay" y que más adelante actuó en la Orquesta Típica Victor. El conjunto volvió a actuar en Córdoba en un café de la calle Rivadavia pero debido a la poca repercusión dejaron a los tres meses. Poco más adelante viajó a Tucumán para actuar con el “Cuarteto Genaro” en el que estaba además de Gorrese el violinista Mariano Alfonsín, trabajando varios meses en el café “España”. Ya en 1918 volvió a Córdoba con el cuarteto que completaban Gorrese en piano, Alberto Canisaro en violín y Amado Simone, segundo violín, permaneciendo con gran éxito durante seis meses. Ya de vuelta a Buenos Aires el conjunto integrado por los bandoneonistas Genaro y Carlos Espósito, el pianista Gorrese  y el violinista Alcides Palavecino actuó en el teatro "Roma", de la calle 25 de Mayo. El mismo año retornó al disco la "Orquesta Típica Genaro R. Espósito" en el sello Telephone y grabó el vals Orillas del Plata de Juan Maglio “Pacho” y los tangos Eulogia (los de la banda), La cubanita y La Pelada, todos del propio Espósito, Vea....vea de Roberto Firpo y El loco Julio de Genaro L. Vázquez.
Al año siguiente se unió a otros músicos destacados formando una orquesta para tocar en el Festival de Tango de Montevideo, Uruguay; entre los integrantes estaban además los también bandoneonistas Eduardo Arolas y "El Negro" José Quevedo; los violinistas Rafael Tuegols, Julio González "El Loco Julio" y Julio De Caro, los pianistas José María Rizzuti, “El Bacancito” y el chelista José Almirall.

### Viaje a Europa
El 15 de agosto de 1920 Manuel Pizarro y Genaro Espósito  zarparon rumbo a Europa desde Buenos Aires en el trasatlántico Garona contratados por un  empresario francés para actuar durante una temporada en el Club Tabarís, de la Rue de la Canebière, en Marsella, Francia. Con ellos viajaba el músico francés Víctor Jachia que regresaba a su patria pero no lo logró pues falleció durante la travesía. Al llegar advirtieron que la paga convenida era tan baja que ni siquiera alcanzaba para comer por lo que Pizarro partió hacia París y Espósito lo siguió poco después. En esa ciudad formaron la “Orquesta Genaro-Pizarro” junto con otros músicos argentinos y franceses y actuaron con mucho éxito en el  cabaré "Princesse" para lo cual, al igual que otros conjuntos argentinos, debieron usar una vestimenta supuestamente gauchesca porque los músicos extranjeros solo podían actuar en Francia como grupo folclórico. En 1921 la orquesta trabajó en el "Pavillon Dauphine" en el Bois de Boulogne, una zona de París  muy exclusiva; al año siguiente Pizarro debió volver a la Argentina y el conjunto siguió bajo el nombre de "Orquesta Argentina Genaro Espósito", conocido como El Tano Genaro, debutando en el club "Abbaye" en el barrio Pigalle y continuando en los principales cabarés de la época, tales como "L'Hermitage", "Club Apolo" y el "Club Daunou" en  la Avenida de los Campos Elíseos. Se integraba con dos bandoneones, dos violines, piano, guitarra y contrabajo. En 1929 Genaro actuaron en la inauguración de “La Coupole” un lugar bailable en Montparnasse, de larga existencia. Durante el verano la orquesta actuó en los balnearios de moda de Francia, Italia y Bélgica y en "El Palacio" de Bruselas y “El Kursaal” de Ostende.
En 1934 la orquesta trabajó regularmente en La Coupole y grabó para las discográficas Columbia, Gramófono, Fotosonor y Decca. Por esa época Espósito conoció a la joven Jeanne Vent, con quien tuvo un hijo; la mujer falleció a los 36 años, antes que el bebé cumpliera un año de vida. Genaro Espósito continuó trabajando y se encontraba de gira por la Riviera Francesa cuando el 24 de septiembre de 1938 el gobierno francés dio  la orden de movilización. Pese a los pedidos de su hijo mayor Teodoro, Espósito, que ya era ciudadano francés, estaba muy apegado a París y, como muchos otros, no previó que como consecuencia de la Segunda Guerra Mundial que estalló en septiembre de 1939, Francia sería ocupada por Alemania como efectivamente ocurrió en junio de 1940.
La mayoría de los locales donde Espósito podía trabajar  fueron cerrados; después de agotar sus ahorros y vender sus bienes –incluyendo piano, joyas y platería- apenas podía comprar sus alimentos. En el verano de 1943, sobrevivía tocando el bandoneón a cambio de propinas o restos de alimentos en los “Bateaux mouches”, embarcaciones para turistas que navegaban en París  por el rio Sena, ocupados por soldados alemanes que estaban de vacaciones desde el frente ruso. A fin de noviembre de 1943 salió con un grupo de artistas y músicos hambrientos en una gira por las ciudades del sur de Francia. Regresó a París muy enfermo en la primera semana de enero de 1944. Fue hospitalizado diagnosticado con neumonía, agravada por enfisema y falleció el 24 de enero de 1944 en el Hospital Broussais de París y sus restos fueron llevados al cementerio de Thiais, en un barrio del sur de París.